# Victor Landegren (militär)
Carl Henrik Victor Landegren, född den 20 september 1870 i Stockholm, död där den 14 september 1940, var en svensk militär. Han var son till Mauritz Victor Landegren och svärfar till Olof Thiel.
Landegren blev underlöjtnant vid Göta livgarde 1891, löjtnant där 1897, kapten där 1906 och major där 1915. Han befordrades till överstelöjtnant 1919, vid Jämtlands fältjägarregemente 1920. Landegren var tillförordnad chef för Gotlands infanteriregemente 1922–1923 samt överste och chef samt för Bohusläns regemente 1923–1930. Han övergick därefter till Västra arméfördelningens reserv. Landegren blev riddare av Svärdsorden 1912, kommendör av andra klassen av samma orden 1926 och kommendör av första klassen 1929. Han vilar på Solna kyrkogård.